# Letto percolatore

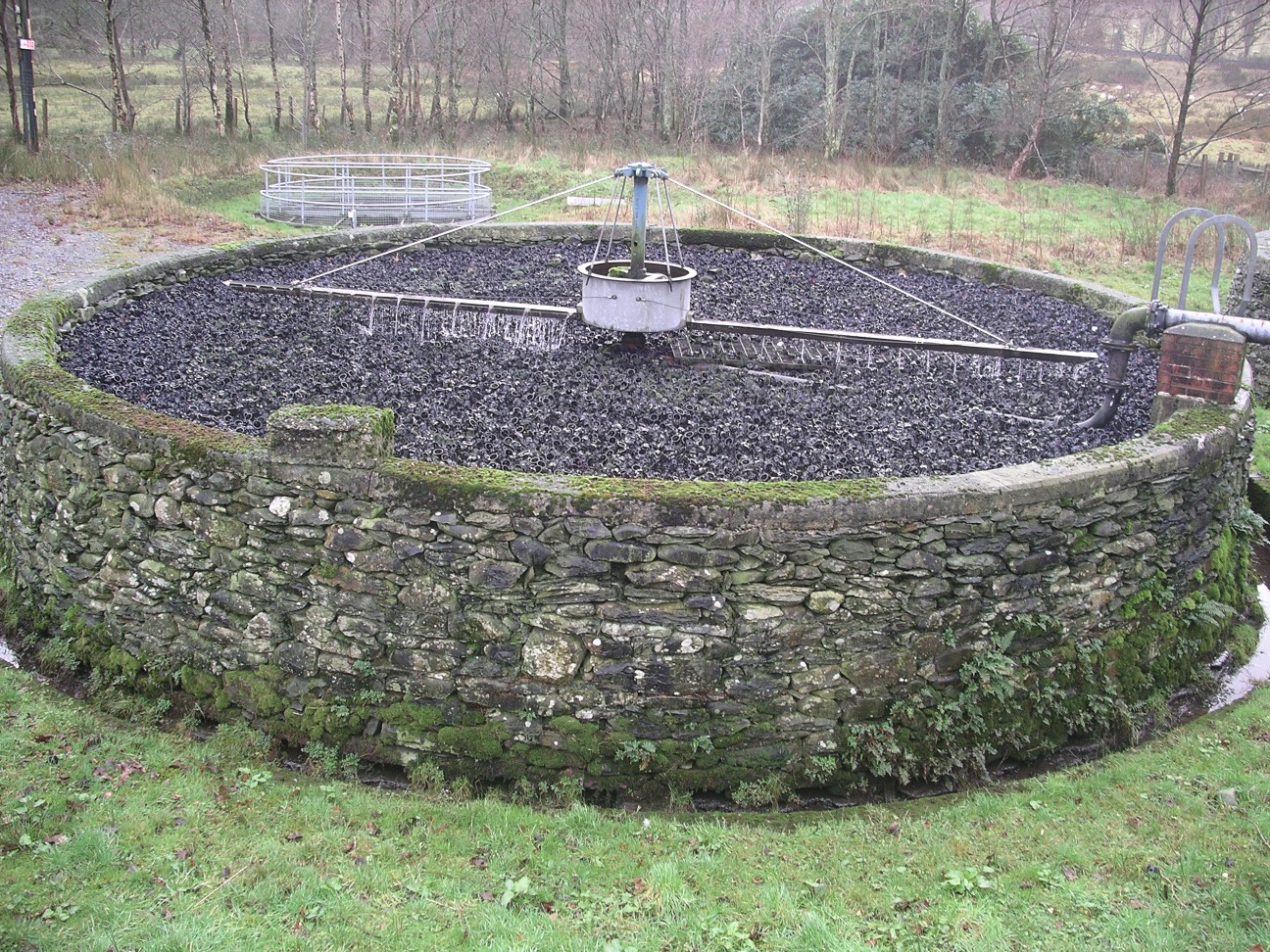
Letto percolatore.

I  letti percolatori o filtri percolatori insieme alle vasche a fanghi attivati rappresentano uno dei metodi di trattamento biologico aerobico (ossidazione biologica) degli effluenti urbani, utilizzata nei comuni impianti di depurazione.

I letti percolatori furono impiegati per la prima volta nel 1868.

## Sistemi di ossidazione biologica
I sistemi di ossidazione biologica si suddividono in due categorie principali:
- i sistemi a biomassa sospesa  come quello a fanghi attivi, caratterizzati dalla presenza di fiocchi liberi di muoversi all'interno della massa liquida
- i sistemi a biomassa adesa nei quali la biomassa batterica cresce restando adesa a una superficie.

Questi ultimi sistemi si suddividono ulteriormente in: 
- sistemi a supporti fissi attraverso i quali il liquame scorre, categoria di cui fan parte i letti percolatori;
- sistemi a supporti mobili, come i sistemi a dischi biologici, dove il supporto si muove semi immerso nel liquame.

Il vantaggio dei sistemi a biomassa adesa è quello di non aver bisogno del ricircolo dei fanghi per garantire l'idonea concentrazione di fanghi attivi nel bioreattore.

## Principi base dell'ossidazione biologica
I due principali sistemi di trattamento biologico dell'effluente delle vasche di sedimentazione primaria sono fondati sulla riproduzione di fenomeni biochimici naturali e la tecnica relativa consiste essenzialmente nel creare le condizioni necessarie affinché tali processi naturali possano compiersi in uno spazio limitato anziché, come avviene in natura, estensivamente, e in un periodo di tempo molto più breve.
Così nei sistemi a fanghi attivati si riproduce in limitato spazio il processo di trasformazione delle sostanze organiche che avviene naturalmente nei corsi d'acqua, nel mare nei laghi, ecc. mentre nei letti percolatori si compiono processi di trasformazione dei liquami del tutto simili a quelli che si verificano in un terreno naturale, ma, a parità di liquame trattato in uno spazio molto minore.
Infatti in un terreno naturale, anche se molto poroso e ben drenato, e nei corsi d'acqua e similari, la quantità di aria occorrente alla massa batterica che elabora e trasforma la materia organica, è relativamente piccola.
Mentre i suddetti sistemi sono realizzati in modo da rendere possibile, mediante un razionale e abbondante afflusso d'aria, un elevato sviluppo di microrganismi aerobi capaci di compiere la detta trasformazione in uno spazio assai minore e in un tempo ridotto.
Il risultato della trasformazione, naturale o artificiale, è pressoché identico, qualunque sia il mezzo impiegato per ottenerlo, percolatori, terreno naturale, fanghi attivati, diluizione in corsi d'acqua o mare.

## Struttura dell'impianto
Un impianto a letto percolatore è costituito da una struttura in pietrame o calcestruzzo armato generalmente cilindrica, di altezza variabile da un metro ad alcuni metri.
Il letto percolatore vero e proprio è formato da una catasta, alta da 1,50 a 3 m, di vari materiali (pietrisco, materiale plastico, ecc.) della grandezza di 4-8 centimetri o con manufatti in materiale plastico che funge da supporto per lo sviluppo della biomassa batterica attiva e attraverso il quale percola il liquame. La struttura presenta numerosi fori per agevolare l'accesso dell'aria.
In particolare, l'impianto include:
- un sistema di distribuzione dell'influente (che deve essere stato preventivamente sottoposto a una sedimentazione primaria) realizzato in modo da distribuire più uniformemente possibile il liquame su tutta la superficie del letto;
- un mezzo di riempimento con caratteristiche di grande superficie, e con una conformazione e struttura tale da eliminare il possibile formarsi di percorsi preferenziali del refluo, che incidono negativamente sul rendimento depurativo del filtro;
- un sistema di ventilazione e di drenaggio di sottofondo;
- un dispositivo di ricircolo del liquame effluente ossidato, che per la tipologia di filtro proposto svolge il compito di garantire un corretto carico idraulico superficiale.

## Modalità di funzionamento

Schema di funzionamento di un letto percolatore.

Il liquame da trattare, effluente dalle vasche di sedimentazione primaria, viene sparso a pioggia sul letto percolatore mediante distributori mobili.

Il liquame percola attraverso il letto senza sommergerlo in modo da lasciare libera circolazione all'aria, e si raccoglie sul fondo.

Il fondo dei letti percolatori è costituito da una piastra in cemento armato realizzata con conveniente pendenza verso il sistema di drenaggio che convoglia l'effluente fuori dal percolatore.

Adesa alla superficie di ciascun elemento costituente il letto filtrante, sopra il quale il liquame percola, si forma una pellicola biologica aerobica in cui sono presenti, oltre che al liquame in ingresso anche i batteri saprofiti capaci di degradare le sostanze organiche presenti.

L'accrescimento dei batteri presenti porta alla formazione di una pellicola sempre più spessa con conseguente formazione di zone anaerobiche nello strato più interno e sviluppo di gas tipici delle reazioni metaboliche in condizioni anaerobiche, ad esempio N2 (azoto) e CH4 (metano).

Tali gas inducono il distacco dal materiale di riempimento della pellicola batterica che segue quindi il refluo fuori dal letto percolatore verso una sedimentazione secondaria, in cui il sistema liquame+pellicola decanta.

Il liquido chiarificato viene disinfettato per eliminare i microrganismi patogeni presenti.

Al principio del funzionamento dei percolatori, non ha luogo una depurazione biologica dei liquami poiché sul materiale filtrante non si è ancora formata la pellicola biologica che si forma normalmente dopo un periodo di maturazione che può variare da alcune settimane o anche alcuni mesi se l'entrata in funzione dell'impianto avviene nel periodo invernale.
Il liquame prima di essere inserito nel letto percolatore deve essere precedentemente pre-trattato con grigliatura, disoleatura e dissabbiatura oltre a essere sottoposto a una sedimentazione primaria, indispensabile per rimuovere quelle parti che ostruirebbero alcune zone del letto.

## Vantaggi e svantaggi
I letti percolatori sono impianti dal basso costo di esercizio e possono sopportare una certa oscillazione di concentrazione e composizione dell'acqua reflua.
Richiedono però un dislivello rispetto alla vasca di sedimentazione primaria, se si vuole inviare l'acqua dall'una all'altro, senza ricorrere a pompe.
Presentano inoltre il difetto di attirare insetti ed emettere cattivo odore a causa dell'instaurarsi delle condizioni anaerobiche quando la pellicola organica si ispessisce.
I solidi sospesi costituiti da specie di ferro ridotto o manganese possono passivare la matrice.
Un'alta concentrazione di ioni Ca2+ o Mg2+ disciolti può reagire con la CO2 atmosferica, formando carbonati.
La presenza di composti a bassa volatilità alla temperatura ambiente può richiedere preriscaldamento dell'acqua da trattare.